# كل شيء (مجلة)
كل شيء هي مجلة أسبوعية غير سياسية باللغة العربية صدرت لأول مرة في القاهرة عام 1925. أصدرت المجلة ما مجموعه 105 أعدادًا حتى إغلاقها في عام 1927. وقد نشرته دار الهلال. وكان رئيس التحرير هو الصحفي والكاتب والمنظر السياسي الشهير سلامة موسى. كما نشر مقالات افتتاحية في المجلة. وكان من بين المساهمين الكاتبة الفلسطينية أسماء طوبي. في عام 1927، اندمجت المجلة مع مجلة العلم (1927) لتشكيل دورية كل شيء والعلم.